# Osborne Beauclerk (12e duc de Saint-Albans)
Pour les articles homonymes, voir Beauclerk.
Osborne de Vere Beauclerk, 12e duc de Saint-Albans (16 octobre 1874 – 2 mars 1964) est un pair britannique et officier. Il est titré Lord Osborne Beauclerk de 1874 à 1934.

## Biographie
Lord Osborne Beauclerk est le fils de William Beauclerk (10e duc de Saint-Albans) et de Grâce Bernal-Osborne de Tipperary, en Irlande, une descendante de l'homme politique et acteur Ralph Bernal.
Lord Osborne (aka Obby Beauclerk) est nommé sous-lieutenant au 17e Lanciers le 7 décembre 1895, et il est promu lieutenant le 4 juillet 1896. Il sert avec son régiment en Afrique du Sud pendant la seconde guerre des Boers, au cours de laquelle il est promu capitaine le 1er juillet 1901, et retourne au Royaume-Uni en décembre 1901. Il démissionne de l'armée en septembre 1902. En 1911 et 1913, il part en voyage pour la Colombie-Britannique où il est impliqué dans un projet d'investissement dans le secteur minier. Il passe une partie de son temps à faire du camping avec des amis comme l'écrivain Warburton Brochet et l'ingénieur des mines américain Marshall Latham Bond.
Lors du déclenchement de la Première Guerre mondiale, le capitaine Beauclerk est nommé Aide de camp du maréchal Douglas Haig, en France.
Le 19 août 1918, il épouse Béatrix Beresford, marquise douairière de Waterford, GBE, DStJ, et la fille d'Henry Petty-FitzMaurice. Il succède à son demi-frère dans la famille des titres en 1934.
Il est mort en 1964, à l'âge de 89 ans, sans enfants. Ses titres passent à son cousin au deuxième degré, Charles Beauclerk (13e duc de St Albans) qui devient le 13e Duc.

## Sources
- La maison de la Colline: Trois Gentleman Aventuriers, par Peter Murray
- New york Times: Lord Osborne Beauclerk arrive à New York
- Auden Fantôme: Osborne Beauclerk, de l'Université de Stanford